# Arányi Jelly
hunyadvári Arányi Jelly; ďAranyi (Budapest, Erzsébetváros, 1893. május 30. – Firenze, 1966. március 30.) magyar hegedűművésznő, Arányi Lajos György (1812–1887) orvos, egyetemi tanár unokája.

## Életpályája
H. Arányi Taksony (1858–1929) a daktiloszkópia egyik első hazai szakértője, rendőrségi tanácsos, később budapesti rendőrfőkapitány-helyettes és Niewiarowitz Adrienne gyermekeként született a Wesselényi utca 46. szám alatt. Apai nagyanyjának testvére Joachim József, világhírű hegedűművész volt. 
Eleinte zongoraművésznek készült, de végül a budapesti Zeneakadémián Hubay Jenő tanítványaként végzett hegedűművészként. Az európai hangversenyéletbe nővérével, a szintén hegedűművész Arányi Adilával (asszonynevén Adila Fachiri) együtt adott koncertjeivel (Trieszt, Bécs) kapcsolódott be, és csakhamar világhírre emelkedett. Hangversenyein nemcsak szólistaként, de kamarazenészként is sikeres volt. 1923-ban Londonban telepedett le, itt és Párizsban többször fellépett Bartók Bélával is. A klasszikus művek mellett repertoárján tartotta a kortárs zeneszerzők kompozícióit is (Ravel, Vaughan Williams, Szymanowski stb.). Több zeneszerző ajánlotta neki szerzeményeit. Például Bartók az ő és nővére részére írta mindkét hegedű-zongora szonátáját (I., II.), Ravel is neki ajánlotta a Tzigane (Cigány) című népszerű szerzeményét. Vaughan Williams neki dedikálta Concerto Academico című művét, Gustav Holst pedig a kéthegedűs versenyt (Double Concerto for two violins) a két nővérnek. A Nobel-díjas ír költő, drámaíró William Butler Yeats feleségének barátnője volt.